# Persada Johors internationella konferenscenter
Persada Johors internationella konferenscenter (malajiska: Pusat Konvensyen Antarabangsa Persada Johor) är en konferensanläggning i Johor Bahru i Malaysia.
Persada kommer malajiskan och betyder en plats där en medlem av kungahuset kan sitta och sköta officiella ärenden.

## Historia
Området där konferensanläggningen ligger tillhörde tidigare Johors miltitär och har haft tidiga lämningar efter Johor Bahru.

## Arkitektur

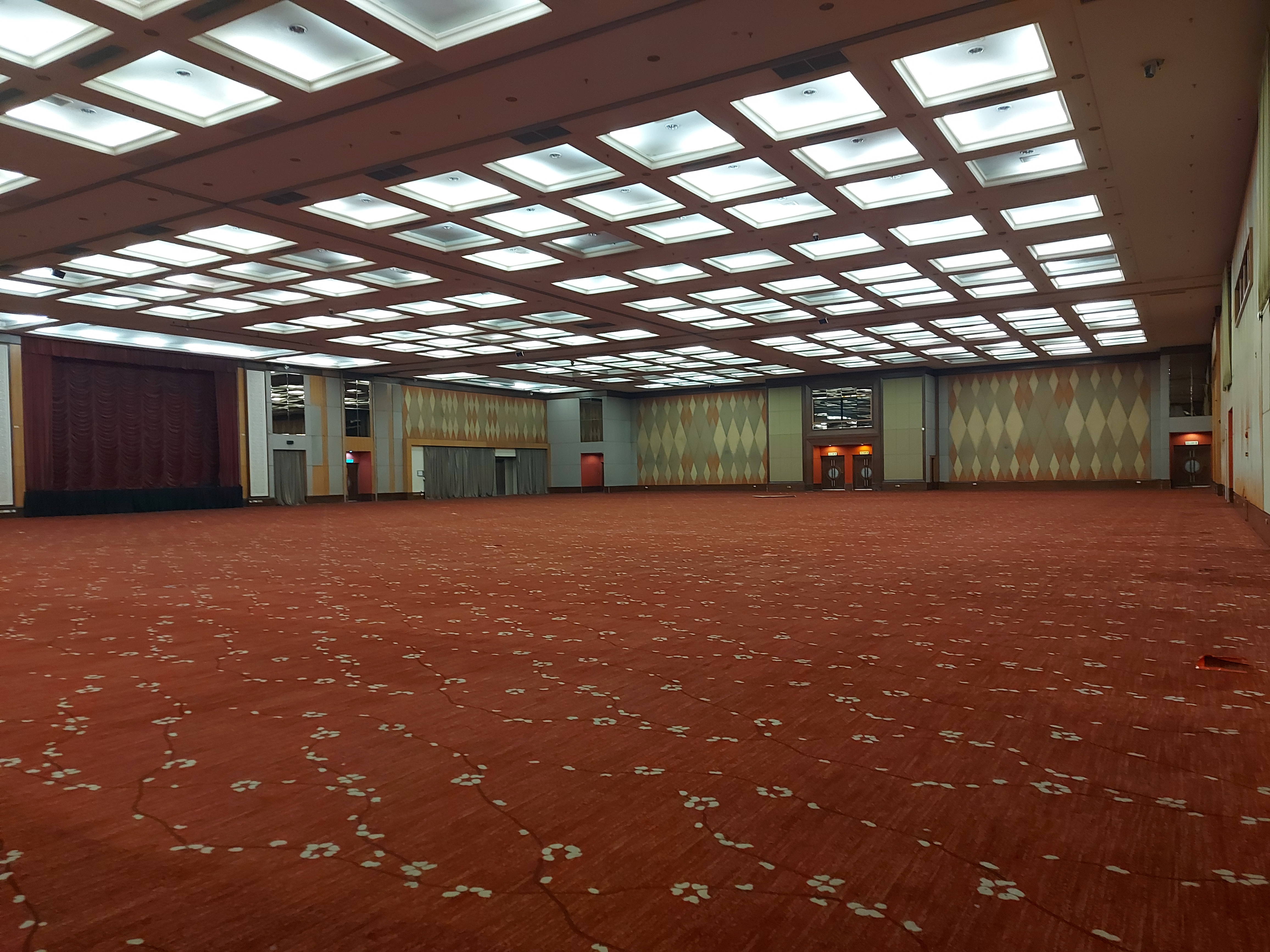
Konferenshall.

Konferensanläggningen täcker en yta på 2,43 hektar, där själva byggnaden tar upp 1,69 hektar. Den designades med ett tak som liknar den officiella hatten från Johors sultanat. Konferensanläggningen består av konferenshallar, mötesrum, utställningshallar, auditorium och en restaurang.